# AD Freipaulistano
AD Freipaulistano is een Braziliaanse voetbalclub uit Frei Paulo in de staat Sergipe. 

## Geschiedenis
De club werd in 2016 opgericht en nam datzelfde jaar nog deel aan de Série A2 van de staatscompetitie. De club werd groepswinnaar en versloeg in de halve finale Propriá. In de finale speelden ze twee keer gelijk tegen Botafogo en werd tot kampioen uitgeroepen vanwege een betere prestatie in de groepsfase, waardoor de club al enkele maanden na de oprichting een promotie naar de hoogste klasse kon afdwingen. Na twee seizoenen in de middenmoot kon de club zich in 2019 plaatsen voor de finale die ze wonnen van Itabaiana waardoor ze kampioen werden. 

## Erelijst
Campeonato Sergipano Série A1
2019
Campeonato Sergipano Série A2
2016